# A Corner in Cotton
A Corner in Cotton er en amerikansk stumfilm fra 1916 af Fred J. Balshofer.

## Medvirkende
- Marguerite Snow som Peggy Ainslee.
- Frank Bacon som  Robert Carter.
- Zella Caull som Isabel Rawlston.
- Howard Truesdale som Charles Hathaway.
- Lester Cuneo som Willis Jackson.